# Дерби (Англия)
Де́рби (англ. Derby [ˈdɑ:rbi]о файле) — город в Англии, выделенный в унитарную единицу со статусом «сити» в южной части церемониального графства Дербишир.
Унитарная единица образована 1 апреля 1997 года из района Дерби неметропольного графства Дербишир. Занимает площадь 78 км² и граничит со всех сторон с неметропольным графством Дербишир. В Дерби проживают 221 708 человек, при средней плотности населения 2841 чел./км² (2001 год), что делает его крупнейшим городом церемониального графства Дербишир.

## История

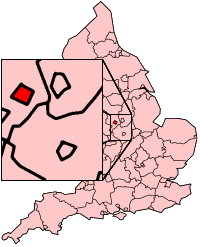
Унитарная единица Дерби на карте Англии

История Дерби тесно связана с историей Римской Британии, Англосаксонским периодом и Данелагом. Название происходит от норвежского Djúra-bý , записанная на англо-саксонском как Deoraby (оленья деревня).
Существование поселений в районе нынешнего расположения города Дерби известно со времени поздней Римской Империи. Укреплённое поселение Дервентио (Derventio) располагалось на месте пригорода Литл Честер, защищая переправу через реку и перекрёсток пяти дорог, там сохранился римский форт. После отступления римлян в поселении жили саксонцы. Позже город входил в Союз пяти городов, один из регионов Данелага. Дерби упоминался в Англосаксонских хрониках — древнейшей летописи Англии, в которой говорится что «Дерби разделен водой».
Во время Английской революции в Дерби была размещена Армия нового образца, которая участвовала в осаде Личфилда и во многих других боях на территории Ноттингемшира, Стаффордшира и Чешира, успешно действуя против вооруженных сил «кавалеров».
Сто лет спустя, 4 декабря 1745 года, Карл Эдуард Стюарт разбил лагерь в Дерби во время своего похода, целью которого была Английская корона.
Дерби и Дербишир были центром британской промышленной революции. В 1717 году Дерби стал местом расположения первой в Британии шёлковой фабрики. В 1771 году Ричард Аркрайт построил неподалёку от Дерби первую в мире хлопкопрядильную фабрику, использующую гидроэнергию.
Многие знаменитые личности восемнадцатого столетия связаны с Дерби. Самюэл Джонсон, английский критик, лексикограф и поэт, венчался в Дерби. Один из выдающихся британских живописцев XVIII столетия Джозеф Райт, член Королевской академии художеств, был уроженцем этого города.
В Дерби располагался единственный мужской монастырь бенедиктинцев в графстве Дербишир.
Дерби был выбран городом культуры ВеликобританииDerby hopes its culture club bid will power up industrial mecca. The Observer. 29 января 2022. 2025 года

## География

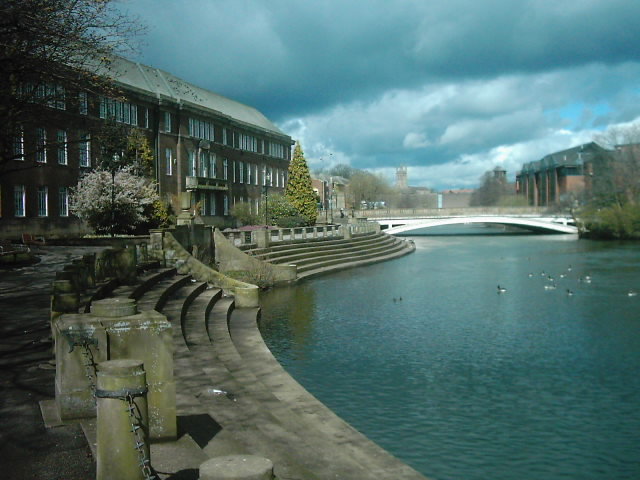
Река Деруэнт, протекающая через город Дерби

Расположен в регионе Ист-Мидлендс, на берегах реки Деруэнт, левом притоке реки Трент, бассейн Северного моря.
Площадь, подчинённая городскому совету Дерби, составляет 78 квадратных километров что составляет всего 0,06 % от площади Англии.

## Население
По данным переписи 2001 года население Дерби составляет 221 708 жителей, из них 108 240 (48,8 %) — мужчины и 113 468 (51,2 %) — женщины. Для сравнения, в целом по Англии 48,7 % — мужчины и 51,3 % женщины.
Плотность населения Дерби составляет 2841 человек на квадратный километр, при средней плотности населения в Англии 377 человек на квадратный километр.

### Демографические данные
| Изменение численности населения Дерби в период с 1801 по 2001 годы |        |         |         |         |         |         |         |         |         |         |
| 1801                                                               | 1851   | 1901    | 1921    | 1941    | 1951    | 1961    | 1971    | 1981    | 1991    | 2001    |
| 14 695                                                             | 48 506 | 118 469 | 142 824 | 167 321 | 181 423 | 199 578 | 219 558 | 214 424 | 225 296 | 221 716 |

### Этнический состав
Большинство населения Дерби являются белыми британцами, их численность на 2001 год — 193 881 человек (84,3 %). Из других этнических групп наиболее многочисленны выходцы из Пакистана (8790 человек или 4,0 %), Индии (8505; 3,8 %), выходцы с Карибских островов (черные) (3108; 1,4 %), выходцы с Карибских островов (метисы) (2293; 1,0 %) и ирландцы (3060; 1,4 %).

### Религиозный состав
Большинство жителей исповедуют христианство, количество христиан в Дерби — 149 471 (67,4 %). Не религиозны 35 207 человек (15,9 %). Лица, религиозные взгляды которых не установлены, — 17 428 (7,9 %). Ислам исповедуют 9958 (4,5 %), сикхизм — 7151 (3,2 %).

## Деление
Дерби разделен на 17 городских округов, три раза в течение четырехгодичного цикла избирающих по одному депутату в городской совет:
| Городские округа Дерби (по данным 2001 года) |                    |              |                     |
| Городской округ (ward)                       | Население, человек | Площадь, км² | Плотность, чел./км² |
| Abbey                                        | 12,375             | 2.60         | 4,756               |
| Аллестри (Allestree)                         | 13,018             | 6.48         | 2,010               |
| Alvaston                                     | 13,686             | 7.03         | 1,946               |
| Arboretum                                    | 13,789             | 3.41         | 4,046               |
| Blagreaves                                   | 12,517             | 3.36         | 3,726               |
| Boulton                                      | 13,744             | 3.20         | 4,296               |
| Chaddesden                                   | 13,178             | 3.89         | 3,388               |
| Chellaston                                   | 12,153             | 5.09         | 2,389               |
| Darley                                       | 12,152             | 5.15         | 2,358               |
| Derwent                                      | 13,623             | 5.14         | 2.653               |
| Littleover                                   | 12,257             | 5.48         | 2,238               |
| Mackworth                                    | 13,043             | 2.86         | 4,560               |
| Mickleover                                   | 13,529             | 4.39         | 3,079               |
| Normanton                                    | 13,494             | 2.26         | 5,963               |
| Oakwood                                      | 13,429             | 2.86         | 4,703               |
| Sinfin                                       | 13,782             | 6.87         | 2,006               |
| Spondon                                      | 11,939             | 7.97         | 1,498               |
| Всего                                        | 221,708            | 78.03        | 2,841               |

## Политика

### Европейский парламент
Жители Дерби принимают участие в выборах Европейского парламента, который в избирательный период 2009—2014 годов должен состоять из 736 делегатов. На последних выборах 4 июня 2009 года регион Ист-Мидлендс, частью которого является Дерби, избрал 5 делегатов:
- Roger Helmer, Emma McClarkin — Консервативная партия Великобритании
- Glenis Willmott — Лейбористская партия
- Derek Clark — Партия независимости Соединённого Королевства
- Bill Newton Dunn — Либеральные демократы

### Палата общин
Палата общин Великобритании — демократически избираемый орган, состоящий из 646 членов. Дерби включает в себя два избирательных округа — Derby North и Derby South, от каждого из которых избирается по одному члену палаты общин. На последних выборах 5 мая 2005 года в избирательных округах Дерби победу одержали представители Лейбористской партии — Bob Laxton (Derby North) и Margaret Beckett (Derby South). Следующие выборы в палату общин состоятся 3 июня 2010 года.
В 1950—1970 годах членом палаты общин от избирательного округа Derby South был Филип Ноэль-Бейкер (1889—1982) — лауреат Нобелевской премии мира «Как крупнейший специалист по разоружению» в 1959 году, серебряный призер Летних олимпийских игр 1920 года в Антверпене в беге на 1500 метров.

### Городской совет
В городском совете Дерби заседает 51 депутат. Выборы в городской совет Дерби проходят три раза в течение четырехгодичного цикла. В результате каждых из этих выборов жители выбирают 17 депутатов, по одному от 17 городских округов, меняя таким образом только треть городского совета. В результате последних выборов состав совета таков:
- 22 места занимает — Лейбористская партия
- 16 мест — Консервативная партия
- 12 мест — Либеральные демократы
- 1 место — независимый кандидат

## Экономика
Дерби имеет репутацию одного из важнейших промышленных центров Великобритании с богатой историей производства. Однако в последнее время растёт число людей, работающих в сфере услуг.
В Дерби базируются такие крупные компании, как Rolls-Royce Group plc, The Royal Crown Derby Porcelain Co Limited, Bombardier, Toyota (GB) PLC. Ранее здесь было вагоностроительное производство основанное Midland Railway (ныне поглощено Bombardier).
На землях, ранее используемых железной дорогой, возведён бизнес-парк Прайд-Парк. В нем расположены интернет-банк Egg Banking plc и международная железнодорожная консалтинговая группа Interfleet Technology Limited.
В городе находится штаб-квартира компании Eurocom занимающаяся разработкой и портированием видео и компьютерных игр.

## Архитектура

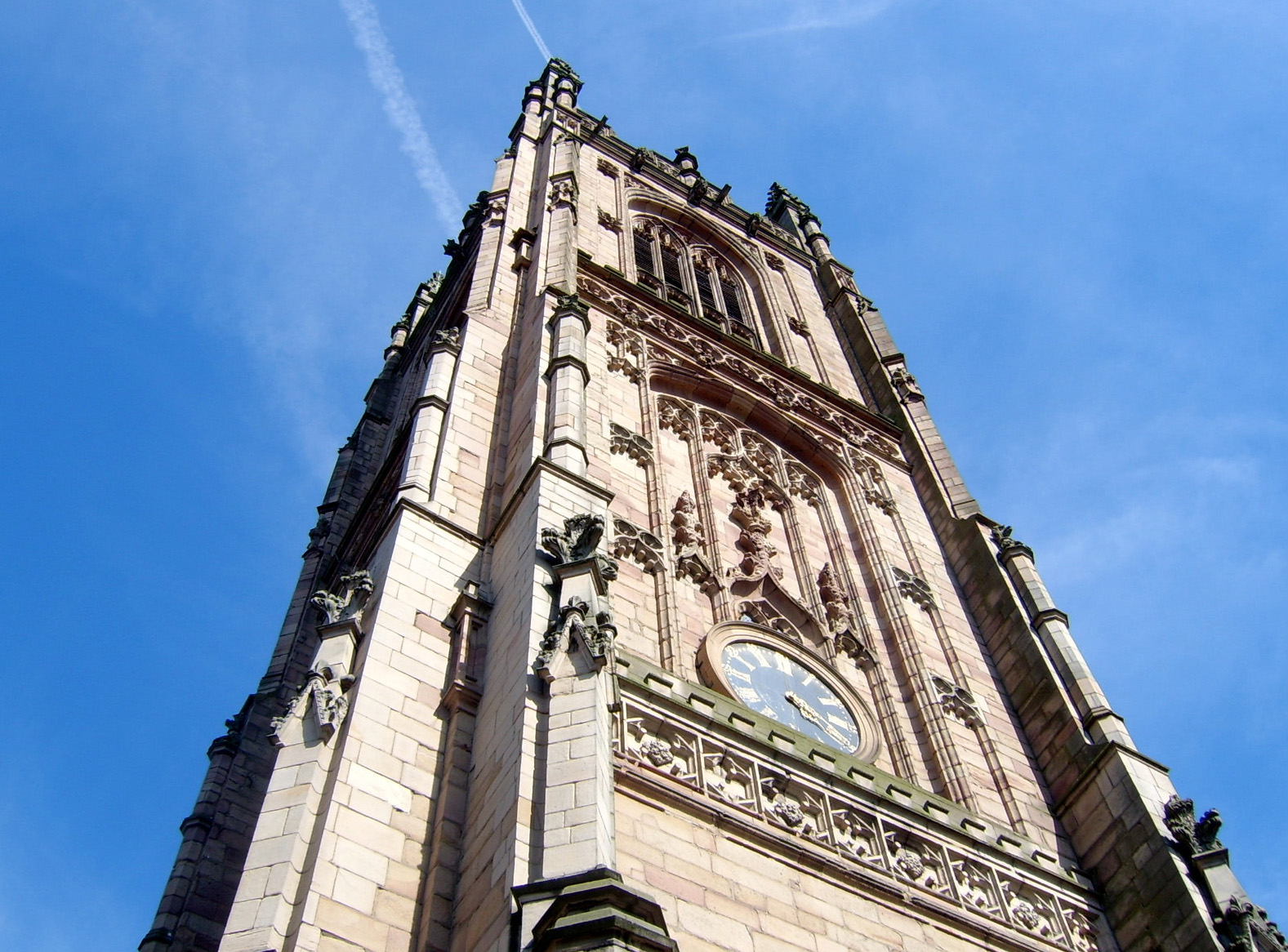
Башня Кафедрального собора Дерби

Кафедральный собор Дерби построен в XIV веке, предположительно на основе существовавшего здания, является центром англиканской епархии Дерби. Башня собора построена в период между 1510—1530 в популярном тогда перпендикулярном готическом стиле. В 1725 году архитектор Джеймс Гиббс (1682—1754) перестроил собор в стиле классицизма. Высота башни собора 64,8 метра.
В конце 2005 года, было обнаружено, что пара сапсанов (хищная птица из семейства соколиных) поселилась на башне собора. Чтобы рассматривать птиц с близкого расстояния, не беспокоя их, в 2007 и 2008 годах были установлены веб-камеры. Архивировано из оригинала 26 августа 2009 года..

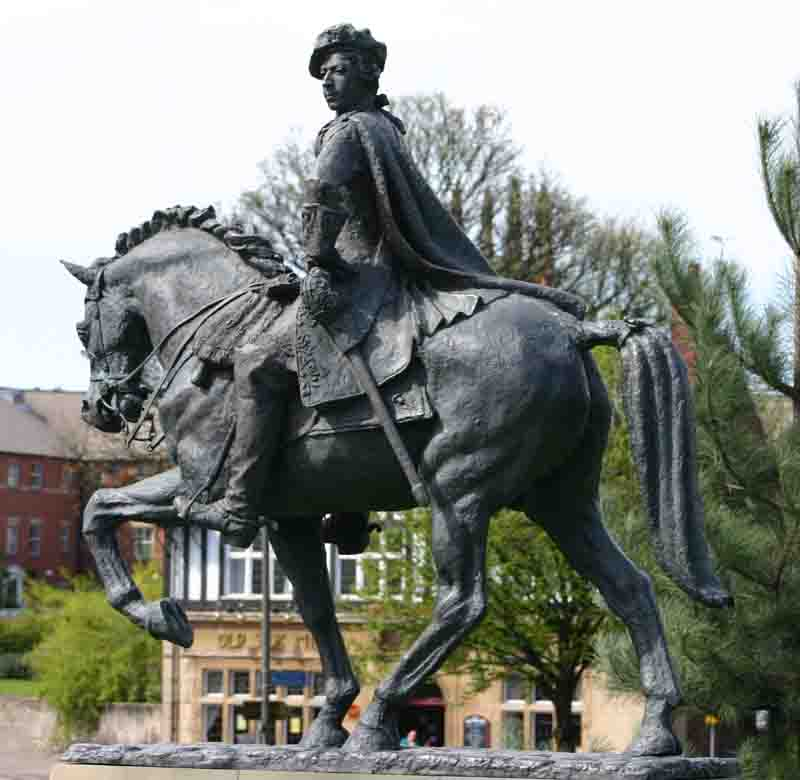
Памятник Карлу Эдуарду Стюарту в память событий 1745 года

В Дерби установлен памятник Карлу Эдуарду Стюарту, предпоследнему представителю дома Стюартов и якобитскому претенденту на английский и шотландские престолы под именем Карл III в 1766—1788 годах.

## Культура

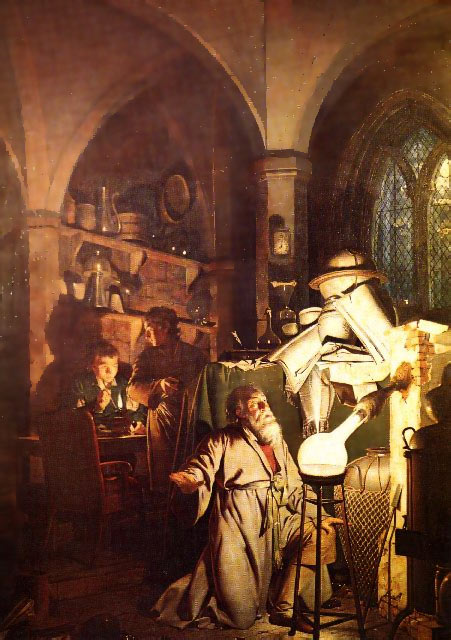
Алхимик в поисках философского камня, Джозеф Райт, 1771

В списке музеев Дерби особое место занимает Музей и художественная галерея Дерби, в которой выставлено большое количество картин выдающегося британского живописца Джозефа Райта, а также коллекция фарфора из Дерби и его окрестностей.
Музей индустрии Дерби находится в здании шелковой фабрики, построенной в 1717 году. Экспонаты музея рассказывают историю индустриального развития Дерби. Особый упор сделан на железнодорожную отрасль и освещение продукции фирмы Rolls-Royce plc, британской компании, специализирующейся на авиационных двигателях и силовых установках для судов и промышленности. Также представлены горнодобывающая промышленность, керамика и литейное дело.

## Образование
Университет Дерби был образован в 1993 году на базе колледжа, ведущего свою историю с 1851 года.

## Спорт

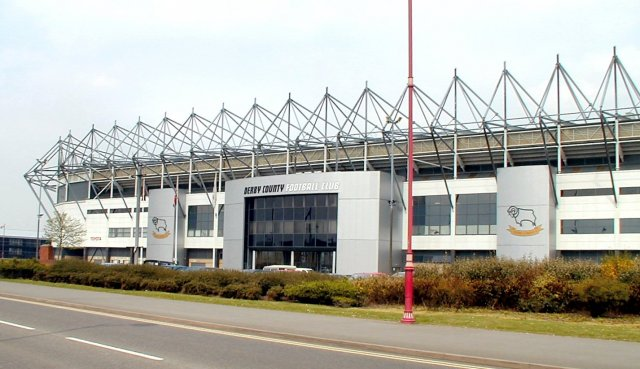
Стадион Прайд-Парк — один из самых вместительных стадионов Англии

### Футбол
В спортивной жизни города заметную роль играет один из самых титулованных футбольных клубов Англии — Дерби Каунти, двукратный Чемпион Англии 1972 и 1975 годов, обладатель Кубка Англии (1946) и Суперкубка Англии (1975). Участник первого в истории чемпионата Англии по футболу 1888—1889 годов.
Примечательно, что первый финал Кубка Англии, проведенный за пределами Лондона, проводился на домашней арене Дерби Каунти County Cricket Ground в 1886 году. Блэкберн Роверс тогда в переигровке обыграли Вест Бромвич Альбион со счетом два — ноль и в третий раз подряд стали обладателями Кубка Англии.
В настоящее время домашней ареной Дерби Каунти является один из самых вместительных стадионов Англии Прайд-Парк (33 тыс. зрителей). Клуб выступает в чемпионате футбольной лиги, втором по значимости дивизионе в системе футбольных лиг Англии.

### Снукер
В 1994 году в Дерби проводился турнир Гран-при — профессиональный рейтинговый турнир по снукеру, один из наиболее важных рейтинговых турниров, с призовым фондом £299,600. Победителем турнира стал Джон Хиггинс, Шотландия.

## Транспорт

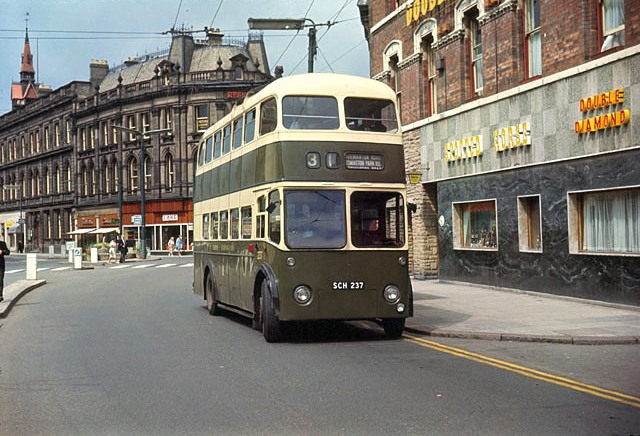
Троллейбус на улицах города Дерби (1967)

В 12 километрах к юго-востоку от Дерби находится Аэропорт Восточный Мидландс, пассажирооборот которого - пять миллионов человек. Кроме этого аэропорт выполняет функции грузового. Больше грузов в Великобритании перевозит только аэропорт Хитроу. Дерби с аэропортом связывает автобусный маршрут Derby Skylink.
В 11 километрах к юго-западу от города расположен аэродром Derby Airfield, на территории которого работает аэроклуб.
С 1932 по 1967 год в Дерби работала троллейбусная сеть. Два из этих троллейбусов в 2007 году поступили в троллейбусный музей в Сендтофте.

## Известные личности
- Симпсон, Джордж Кларк — британский метеоролог.
- Спенсер, Герберт - философ, социолог, политический мыслитель.[43]

## Города — побратимы
- Германия — Оснабрюк (1976)[44]
- Япония — Тоёта (1998)[45]